# Nicanore di Alessandria (grammatico)
Nicanore di Alessandria, detto Stigmatias (Alessandria d'Egitto, ... – ...; fl. fine I secolo-inizio II secolo), è stato un grammatico greco antico.

## Biografia
L'unica fonte sulla biografia e l'attività di questo grammatico è Suda), che informa che era alessandrino, figlio di Ermia e che ebbe il suo floruit sotto Adriano, quindi tra la fine del I e l'inizio del II secolo d.C., durante la rinascita degli studi ellenici promossa da questo imperatore.

## Opere
Di Nicanore, in verità, non restano opere complete, ma soltanto frammenti e la menzione di vari titoli: Περὶ στιγμῆς τῆς παρ' Ὁμήρῳ καὶ τῆς ἐξ αὐτῶν διαφορᾶς ἐν τῇ διανοίᾳ (Sulla punteggiatura in Omero e le differenze riguardanti il significato); Περὶ στιγμῆς τῆς καθόλου βιβλία (Sulla punteggiatura in generale, in 5 libri); Ἐπιτομὴν τούτων βιβλίον α (Epitome del "Sulla punteggiatura" ); Περὶ στιγμῆς τῆς παρὰ Καλλιμάχῳ (Sulla punteggiatura in Callimaco), Κωμῳδούμενα (Notizie sulle commedie); Περὶ ναυστάθμου (Sulle stazioni navali), Περὶ τοῦ ὦναξ (Sulla parola onax), Περὶ στιγμῆς (Sul punto). Questi trattati, di tipo ermeneutico e comparativo, gli meritarono, sempre secondo la stessa fonte, il soprannome di "Punteggiatore" (Στιγματίας).
Dai frammenti sul tema omerico risulta che, mentre Dionisio Trace aveva distinto tre forme d'interpunzione (punto fermo, virgola e punto in alto), Nicanore approfondí la questione, fissandone otto per poter contrassegnare non soltanto i rapporti delle proposizioni fra loro, ma anche tutte le sfumature delle varie parti di una frase.